# Youri Koval
Pour les articles homonymes, voir Koval.
Youri Iossifovitch Koval (russe : Ю́рий Ио́сифович Кова́ль), né le 9 février 1938 à Moscou et mort le 2 août 1995 dans la même ville, est un écrivain soviétique spécialisé dans la littérature d'enfance et de jeunesse,,,,

## Biographie
En 1955, Yuri Koval entame les études à l'Université pédagogique d'État de Moscou. L'année suivante ses premiers récits Les Lapins et La Pluie sont publiés par la revue Leninets.
À partir de 1968, il collabore avec le magazine Mourzilka.
Yuri Koval figure dans la « Honor List » de l'IBBY pour Le bateau le plus léger du monde (1986). Bon nombre de ses œuvres sont adaptées en longs métrages et dessins animés. En 1972, il devient membre de l'Union des écrivains soviétiques.
Suer-Vyer (1995-1998) est la dernière et plus grand œuvre de Yuri Koval , racontant le fantastique voyage de la frégate Lavr Georgievich sous le commandement du capitaine Suer-Vyer vers l'île de la Vérité,. En règle générale, le genre de cette œuvre est désigné comme un roman, bien que l'auteur lui-même la définit comme un «parchemin». Suer-Vyer ne sera entièrement publié qu'après la mort de l'écrivain - avant cela, les fragments ont été publiés dans les magazines Ogoniok, Stolitsa, Russkaya Viza, Uralsky Sledopyt, et à la fin de 1995, la version finale dans la revue Znamia. En 1996, Youri Koval pour ce roman sera récompensé à titre posthume par le Prix Strannik du Congrès international russe des écrivains de science-fiction.
Youri Koval décède à son domicile à Moscou le 2 août 1995, d'une crise cardiaque. Il est enterré, à côté de ses parents, dans le cimetière Lianozovsky dans l'oblast de Moscou.
En 2008, les collaborateurs du magazine Murzilka créent un prix annuel Yuri Koval pour la meilleure œuvre littéraire pour enfants.

## Ouvrages traduits en français
- Le Renard bleu s'est échappé (Nedopesok), Youri Koval, illustrations de Doris Smith, Hachette, 1977

## Prix et distinctions
- 1986 : (international) « Honour List »[8] de l' IBBY, catégorie Auteur, pour Samaya Legkaya Lodka v Myhre (Le bateau le plus léger du monde''), qu'il a également illustré
- 1996 : Prix Strannik du Congrès international russe des écrivains de science-fiction

## Adaptation au cinéma
- 1981 : Les Aventures de Vassia Kourolessov (Приключения Васи Куролесова, Priklyucheniya Vasi Kurolesova) de Vladimir Popov